# Битва біля Красника
Битва біля Красника (нім. Schlacht von Kraśnik) — битва між військами 1-ї армій генерала кінноти В. Данкля австро-угорської армії проти російської імператорської 4-ї армії генерала Зальца А. Є. в районі Красника в ході стратегічної Галицької битви на Східному фронті за часів Першої світової війни. Перша перемога Австро-Угорщини у війні, командувач армії генерал В. фон Данкль якийсь час вшановувався як національний герой.

## Хід битви
7 (20) серпня 1914 1-ша австро-угорська армія генерала В.Данкля рушила з рубежу р. Сян у північно-східному напрямку. Найближчим завданням її було подолання розташованої уздовж правого берега річки важкопрохідної Таневської лісосмуги, що мало створити вигідні умови для подальшого наступу. Російське командування, отримавши відомості про появу ворожих роз'їздів з боку Таневських лісів, 10 (23) серпня направило на північний захід від Любліна 4-ту армію А.Зальца із завданням розбити виявленого противника на ділянці Заклікув, Янів, Фрамполь і потім наступати до Перемишля. Взаємні пересування військ сторін привели до запеклого зустрічного бою, який спалахнув 10-11 (23-24) серпня в районі на південь від Красника.
Вранці 10 (23) серпня з'єднання I і V корпусів австро-угорської армії атакували частини 14-го російського корпусу, котрі рухалися від Красника. Завзятий бій тривав до вечора. Під натиском переважаючих сил австро-угорців росіяни змушені були відступити. На наступний день В. Данкль наказав продовжувати наступ, намагаючись охопити правий фланг 4-ї армії. Генерал А.Зальца вирішив, обороняючись 14-м корпусом у Красника, атакувати центр і правий фланг противника військами 16-го і Гренадерського корпусів. Обидві сторони виявили велику наполегливість, щоб здійснити свої задуми. Бойові зіткнення протікали зі змінним успіхом. Армія В.Данкля створила загрозу охоплення армії А.Зальца з флангів. Після дводенних важких боїв російські відійшли і 12 (25) серпня зосередилися на позиціях у 20-45 км на південний захід і на південь Любліна.